# Peter Hartherz
Peter Hartherz (* 27. Juli 1940 in Darmstadt; † 2. Oktober 2018 in Neu-Anspach) war ein deutscher Pädagoge, Verwaltungsbeamter und Politiker (SPD).

## Leben und Beruf
Nach dem Abitur in Frankfurt am Main studierte Hartherz Pädagogik in Jugenheim und war anschließend für zehn Jahre als Lehrer und Konrektor in Neu-Anspach tätig. Während dieser Zeit trat er der Gewerkschaft Erziehung und Wissenschaft (GEW) bei. Später trat er in den Verwaltungsdienst ein, wurde Dezernent beim Regierungspräsidium in Darmstadt und später zum Oberregierungsrat befördert. Außerdem fungierte er als persönlicher Referent des hessischen Kultusministers Ludwig von Friedeburg. Er war mit einer Lehrerin an der Adolf-Reichwein-Schule in Anspach verheiratet.

## Partei
Hartherz schloss sich 1958 der SPD an und wurde 1984 Schatzmeister der SPD Hessen. Von 1995 bis 2005 war er Geschäftsführer der SPD-Landtagsfraktion.

## Abgeordneter
Hartherz wurde 1968 in den Kreistag des Landkreises Usingen gewählt. Nach der Bildung des Hochtaunuskreises wurde er auch in den Kreistag dieses Kreises gewählt und war dort von 1973 bis 1997 Vorsitzender der SPD-Fraktion. Von 1997 bis 2008 war er Mitglied des Kreisausschusses. Dem Hessischen Landtag gehörte er von 1974 bis 1995 an. Dabei kandidierte er jeweils im Wahlkreis Hochtaunus I, wurde aber stets über die SPD-Landesliste gewählt.